# Ивановка (Абайская область)
Ивановка (каз. Ивановка) — село в Бородулихинском районе Абайской области Казахстана. Административный центр Новодворовского сельского округа. Код КАТО — 633857100.

## Население
В 1999 году население села составляло 1208 человек (592 мужчины и 616 женщин). По данным переписи 2009 года, в селе проживал 1031 человек (498 мужчин и 533 женщины).

## История
Село Ганновка основано в 1902 году немецкими переселенцами из Причерноморья. До 1917 года лютеранско-баптиское село Локтевской волости Змеиногорского уезда Томской губернии. Лютеранский приход Томск-Барнаул. В 1926 г. центр сельсовета, в селе имелись кооперативная лавка, маслоартель, сельскохозяйственное кредитное товарищество, начальная школа, пункт ликбеза, изба-читальня, красный уголок. Колхоз «Нейес Лебен».